# Gemma Bolognesi
Gemma Bolognesi (Cesenatico, 4 de noviembre de 1894 - Cesenatico, 26 de marzo de 1983) fue una actriz italiana. Apareció en más de treinta películas desde 1916 hasta 1954.

## Biografía
Bolognesi comenzó a actuar a una edad temprana y debutó con el conjunto del Teatro Manzoni de Milán bajo la dirección de Marco Praga. En 1919 se convirtió en la primera actriz del conjunto junto a Aristide Baghetti y al año siguiente dirigió su propio elenco con Ettore Berti. Otras temporadas de su carrera teatral fueron junto a Enzo Biliotti (1921) y de 1922 a 1926 el Teatro del Popolo (como su primera actriz desde 1924), nuevamente en Milán. La temporada siguiente la vio en la compañía de teatro en torno a Luigi Zoncada y más tarde, en 1932, junto a Carlo Tamberlani.
Bolognesi hizo su debut cinematográfico en 1916 en Cura di baci de Emilio Graziani-Walter, pero encontró poca satisfacción con el cine en ese entonces, por lo que se concentró en su trabajo teatral. No fue hasta mediados de la década de 1930, cuando terminó la época de los grandes papeles teatrales, que se convirtió en una codiciada actriz de reparto interpretando a mujeres cultas, que con su apariencia con su cabello rubio y rizado también le dio a sus papeles secundarios que la hicieron ser llamada «la Mae West italiana». Después de la Segunda Guerra Mundial continuó su carrera cinematográfica hasta 1954 y luego se retiró a su lugar de nacimiento.
En la década de 1930, Bolognesi también trabajó con frecuencia para el EIAR, el servicio de radio italiano.

## Filmografía selecta
- Darò un milione (1935)
- Aldebaran (1935)
- Milizia territoriale (1935)
- Musica in piazza (1936)
- L'ultima nemica (1938)
- Ettore Fieramosca (1938)
- Il socio invisibile (1939)
- Papà per una notte (1939)
- Io, suo padre (1938)
- I figli del marchese Lucera (1939)
- Tristi amori (1943)
- L'angelo bianco (1943)
- Resurrezione (1944)
- Vogliamoci bene! (1950)
- Siamo tutti inquilini (1953)
- La valigia dei sogni (1953)
- La mia vita è tua (1953)
- Gioventù alla sbarra (1953)